# Pont de Glienicke
Le pont de Glienicke (en allemand: Glienicker Brücke) est un pont situé en Allemagne qui relie Berlin à Potsdam en passant sur la Havel, au sud-ouest de la capitale allemande.

## Histoire

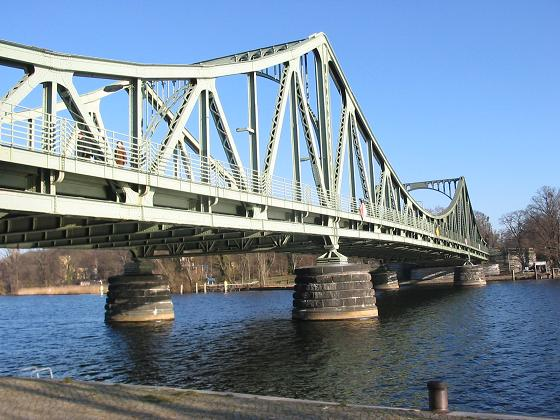
Le pont de Glienicke depuis Potsdam, le 18 février 2005.

Avant la réunification allemande, ce pont faisait la jonction entre le secteur américain de Berlin-Ouest et le secteur soviétique qui forme la RDA.
Pendant la guerre froide, il est principalement connu sous le nom de « pont des espions » parce qu'il sert de lieu pour la plupart des échanges d'espions entre les deux camps. 
Fermé à la circulation durant cette période, seules les missions militaires de liaison qui se rendaient en RDA étaient autorisées à le franchir.
Pour des raisons politiques. La moitié du pont de Berlin-Ouest est peinte d'une couleur légèrement plus foncée que l'ancien côté de la RDA.
Le pont a été rouvert à la circulation piétonne le soir du 10 novembre 1989, le lendemain de la chute du mur de Berlin.

## Échanges
- En février 1962, l'Américain Gary Powers, pilote d’un avion-espion U2 abattu au-dessus du territoire soviétique, est échangé contre l’espion communiste Rudolf Abel, emprisonné aux États-Unis.
- En 1985, vingt-trois prisonniers politiques d'Allemagne de l'Est sont échangés contre quatre espions prisonniers des États-Unis.
- En février 1986, quatre agents soviétiques sont troqués contre le dissident Anatoli Chtcharanski et quatre agents occidentaux.

## Dans la culture populaire

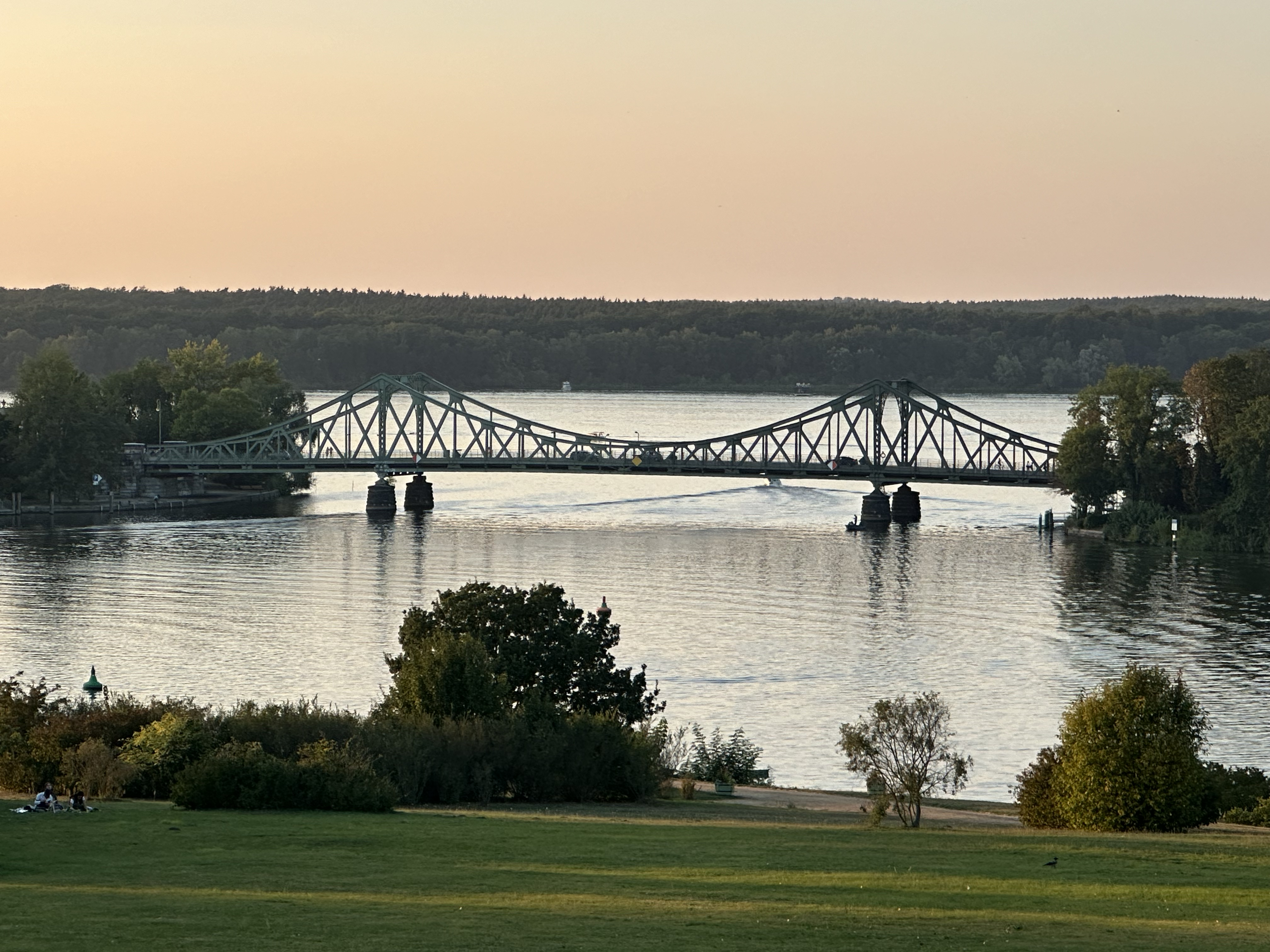
Pont de Glienicke depuis le parc, août 2024

Le pont de Glienicke figure dans le film de Steven Spielberg Le Pont des espions, dans une scène d'échange d'espions.
Une scène similaire apparait dans le film Le Serpent de Henri Verneuil. Elle a été tournée à Lacroix-Saint-Ouen (Oise), sur le pont enjambant l'Oise.
Le pont apparaît dans l'épisode 12 de la saison 1 de MacGyver. MacGyver s'échappe de Berlin-Est caché dans un cercueil.